# Едуард Оле
Едуард Оле (ест. Eduard Ole; *20 травня 1898, Кааґйирве — †24 листопада 1995, Стокгольм) — естонський художник. Працював переважно у Швеції.
Більшість творів перебуває у Національному художньому музеї Естонії.